# Przytomność
Przytomność – (łac. sensorium) to aktualnie dostępne przeżywanie siebie i świata. Jest związana z aktywnością układu siatkowatego pnia mózgu.
Utrata przytomności wiąże się z pogorszeniem stanu zdrowia (zaburzeniem homeostazy organizmu), stąd też stany takie jak sen czy znieczulenie ogólne nie są uważane za stany utraty przytomności.